# Concursul Muzical Eurovision 1959
Concursul Muzical Eurovision 1959 a fost cea de-a patra ediție a Concursului Muzical Eurovision, care a avut loc miercurea, pe 11 martie 1959, la Cannes, în urma victoriei Franței din anul precedent. Competiția a fost câștigată de Țările de Jos, cu piesa „Een beetje”, interpretată de Teddy Scholten, fiind prima ocazie cu care o țară câștigă pentru a doua oară. Willy van Hemert a scris și piesa „Net als toen” (câștigătoare în 1957) – așadar, el este prima persoană ce a câștigat concursul de două ori.

## Plasare
Pentru mai multe detalii despre orașul-gazdă, vedeți Cannes.

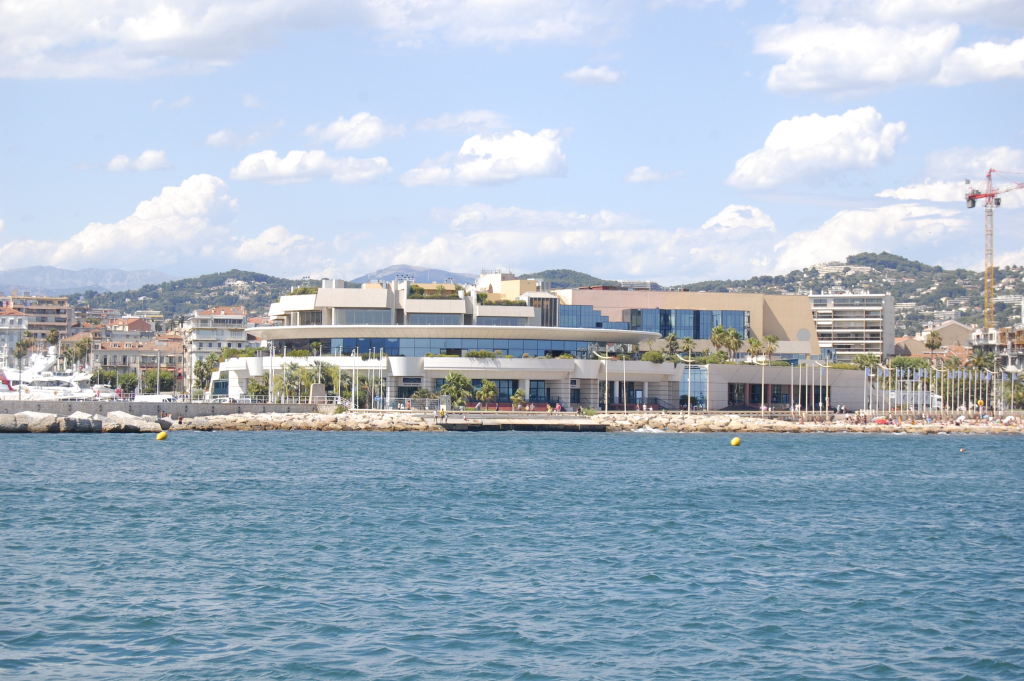
Palais des Festivals et des Congrès, Cannes, Franța, sala în care a fost organizat Concursul Muzical Eurovision 1959.

Concursul Muzical Eurovision 1959 a fost organizat la Cannes, un oraș de pe Coasta de Azur. Palais des Festivals et des Congrès, în care s-a ținut concursul, a fost construit în 1949 pentru a găzdui Festivalul de Film de la Cannes. Clădirea inițială era localizată pe bulevardul Promenade de la Croisette, unde se află în prezent hotelul de 5 stele JW Marriott Cannes.

## Format
O nouă regulă a fost creată în acest an, aceasta interzicând ca juriile naționale să conțină compozitori profesioniști. Presa a susținut că Italia și Franța ar fi acordat mai multe puncte Țărilor de Jos pentru că niciuna dintre ele nu dorea ca cealaltă să câștige. Nu a existat nicio declarație oficială referitoare la aceste acuzații.
Această ediție a fost singura în care primele 3 cântece clasate (nu numai cel câștigător) au fost reluate la finalul transmisiunii.

## Țări participante
În timp ce Luxemburgul s-a retras pentru prima oară din concurs, Regatul Unit a revenit după un an de pauză și a obținut pentru prima oară locul al doilea (pe care urma să îl obțină de încă 14 ori de-a lungul istoriei concursului). Monaco și-a făcut debutul în concurs, dar a obținut ultimul loc.
| Orchestra a fost condusă de următorii dirijori: - Franța, Monaco, Germania, Suedia, Elveția și Austria – Franck Pourcel - Danemarca – Kai Mortensen - Italia – William Galassini - Țările de Jos – Dolf van der Linden - Regatul Unit – Eric Robinson - Belgia – Francis Bay |           | \| Artist \| Țară \| Ani precedenți \| Loc \| \| ---------------- \| --------- \| -------------- \| --- \| \| Birthe Wilke \| Danemarca \| 1957 \| 3 \| \| Domenico Modugno \| Italia \| 1958 \| 3 \| |     |
| Artist | Țară      | Ani precedenți | Loc |
| Birthe Wilke | Danemarca | 1957 | 3   |
| Domenico Modugno | Italia    | 1958 | 3   |

## Rezultate
|    | Țară          | Limbă    | Artist                      | Cântec                                | Traducere                             | Loc | Puncte |
| -- | ------------- | -------- | --------------------------- | ------------------------------------- | ------------------------------------- | --- | ------ |
| 01 | Franța        | franceză | Jean Philippe               | „Oui, oui, oui, oui”                  | Da, da, da, da                        | 03  | 15     |
| 02 | Danemarca     | daneză   | Birthe Wilke                | „Uh, jeg ville ønske jeg var dig”     | O, îmi doresc să fi fost în locul tău | 05  | 12     |
| 03 | Italia        | italiană | Domenico Modugno            | „Piove (Ciao, ciao bambina)”          | Plouă (Pa-pa, dragă)                  | 06  | 9      |
| 04 | Monaco        | franceză | Jacques Pills               | „Mon ami Pierrot”                     | Prietenul meu, Pierrot                | 11  | 1      |
| 05 | Țările de Jos | olandeză | Teddy Scholten              | „Een beetje”                          | Un pic                                | 01  | 21     |
| 06 | Germania      | germană  | Alice și Ellen Kessler      | „Heute Abend wollen wir tanzen geh'n” | Diseară vrem să mergem la dans        | 08  | 5      |
| 07 | Suedia        | suedeză  | Brita Borg                  | „Augustin”                            | Augustin                              | 09  | 4      |
| 08 | Elveția       | germană  | Christa Williams            | „Irgendwoher”                         | De undeva                             | 04  | 14     |
| 09 | Austria       | germană  | Ferry Graf                  | „Der K und K Kalypso aus Wien”        | Calipsoul K și K din Viena            | 09  | 4      |
| 10 | Regatul Unit  | engleză  | Pearl Carr și Teddy Johnson | „Sing, Little Birdie”                 | Cântă, păsărico                       | 02  | 16     |
| 11 | Belgia        | olandeză | Bob Benny                   | „Hou toch van mij”                    | Te rog să mă iubești                  | 06  | 9      |

## Tabel
|            |               | Rezultate | Rezultate | Rezultate | Rezultate     | Rezultate | Rezultate | Rezultate | Rezultate | Rezultate    | Rezultate | Rezultate | Rezultate |
| ---------- | ------------- | --------- | --------- | --------- | ------------- | --------- | --------- | --------- | --------- | ------------ | --------- | --------- | --------- |
| Total      | Franța        | Danemarca | Italia    | Monaco    | Țările de Jos | Germania  | Suedia    | Elveția   | Austria   | Regatul Unit | Belgia    |           |           |
| Concurenți | Franța        | 15        |           | 4         | 1             | 2         |           | 4         |           | 1            | 1         |           | 2         |
| Concurenți | Danemarca     | 12        |           |           | 1             | 1         | 1         |           | 4         | 1            | 2         | 2         |           |
| Concurenți | Italia        | 9         | 3         |           |               | 1         |           |           | 1         | 3            |           |           | 1         |
| Concurenți | Monaco        | 1         |           |           |               |           |           |           |           |              | 1         |           |           |
| Concurenți | Țările de Jos | 21        | 4         |           | 7             | 1         |           | 2         |           |              | 3         | 1         | 3         |
| Concurenți | Germania      | 5         | 2         |           | 1             |           |           |           |           | 1            |           |           | 1         |
| Concurenți | Suedia        | 4         |           | 1         |               |           | 3         |           |           |              |           |           |           |
| Concurenți | Elveția       | 14        |           | 2         |               | 1         |           | 1         | 3         |              | 1         | 5         | 1         |
| Concurenți | Austria       | 4         |           |           |               | 1         |           |           | 2         | 1            |           |           |           |
| Concurenți | Regatul Unit  | 16        | 1         | 1         |               | 2         | 5         |           |           | 3            | 2         |           | 2         |
| Concurenți | Belgia        | 9         |           | 2         |               | 1         | 1         | 3         |           |              |           | 2         |           |

## Comentatori și purtători de cuvânt
Tabelele de mai jos arată ordinea acordării voturilor, împreună cu purtătorii de cuvânt responsabili cu anunțarea rezultatelor din țara lor. Fiecare post participant a trimis și comentatori care să raporteze de la fața locului în limba maternă.
| Purtători de cuvânt | Purtători de cuvânt | Purtători de cuvânt |
|                     | Țară                | Nume                |
| ------------------- | ------------------- | ------------------- |
| 01                  | Belgia              | Bert Leysen         |
| 02                  | Regatul Unit        | Pete Murray         |
| 03                  | Austria             | Karl Bruck          |
| 04                  | Elveția             | Boris Acquadro      |
| 05                  | Suedia              | Roland Eiworth      |
| 06                  | Germania            | necunoscut          |
| 07                  | Țările de Jos       | Siebe van der Zee   |
| 08                  | Monaco              | necunoscut          |
| 09                  | Italia              | Enzo Tortora        |
| 10                  | Danemarca           | Bent Henius         |
| 11                  | Franța              | Marianne Lecène     |

| Austria       | Elena Gerhard          | ORF                    |
| Belgia        | Nic Bal                | NIR                    |
| Belgia        | Paule Herreman         | INR                    |
| Danemarca     | Sejr Volmer-Sørensen   | DR TV                  |
| Elveția       | Theodor Haller         | TV DRS                 |
| Elveția       | Claude Darget          | TSR                    |
| Franța        | Claude Darget          | RTF                    |
| Germania      | Elena Gerhard          | Deutsches Fernsehen    |
| Italia        | Bianca Maria Piccinino | Programma Nazionale    |
| Luxemburg     | Claude Darget          | Télé-Luxembourg        |
| Monaco        | Claude Darget          | Télé Monte Carlo       |
| Regatul Unit  | Tom Sloan              | BBC Television Service |
| Regatul Unit  | Pete Murray            | BBC Light Programme    |
| Suedia        | Jan Gabrielsson        | Sveriges Radio-TV      |
| Țările de Jos | Piet te Nuyl           | RTS                    |